# Streimberg
Streimberg ist eine Ortschaft in der Gemeinde Sankt Veit an der Glan im Bezirk Sankt Veit an der Glan in Kärnten, in Österreich. Die Ortschaft hat 1 Einwohner (Stand 1. Jänner 2024). Sie liegt auf dem Gebiet der Katastralgemeinde Niederdorf.

## Lage
Die Ortschaft liegt im Glantaler Bergland im Süden des Bezirks Sankt Veit, zwischen dem Muraunberg und dem Tanzenberg, südsüdöstlich von Hörzendorf.

## Geschichte
Der Ort wurde 1087 als Streshowi und 1167 als Streunberg genannt. Schon 1266 wird die Kapelle erwähnt.

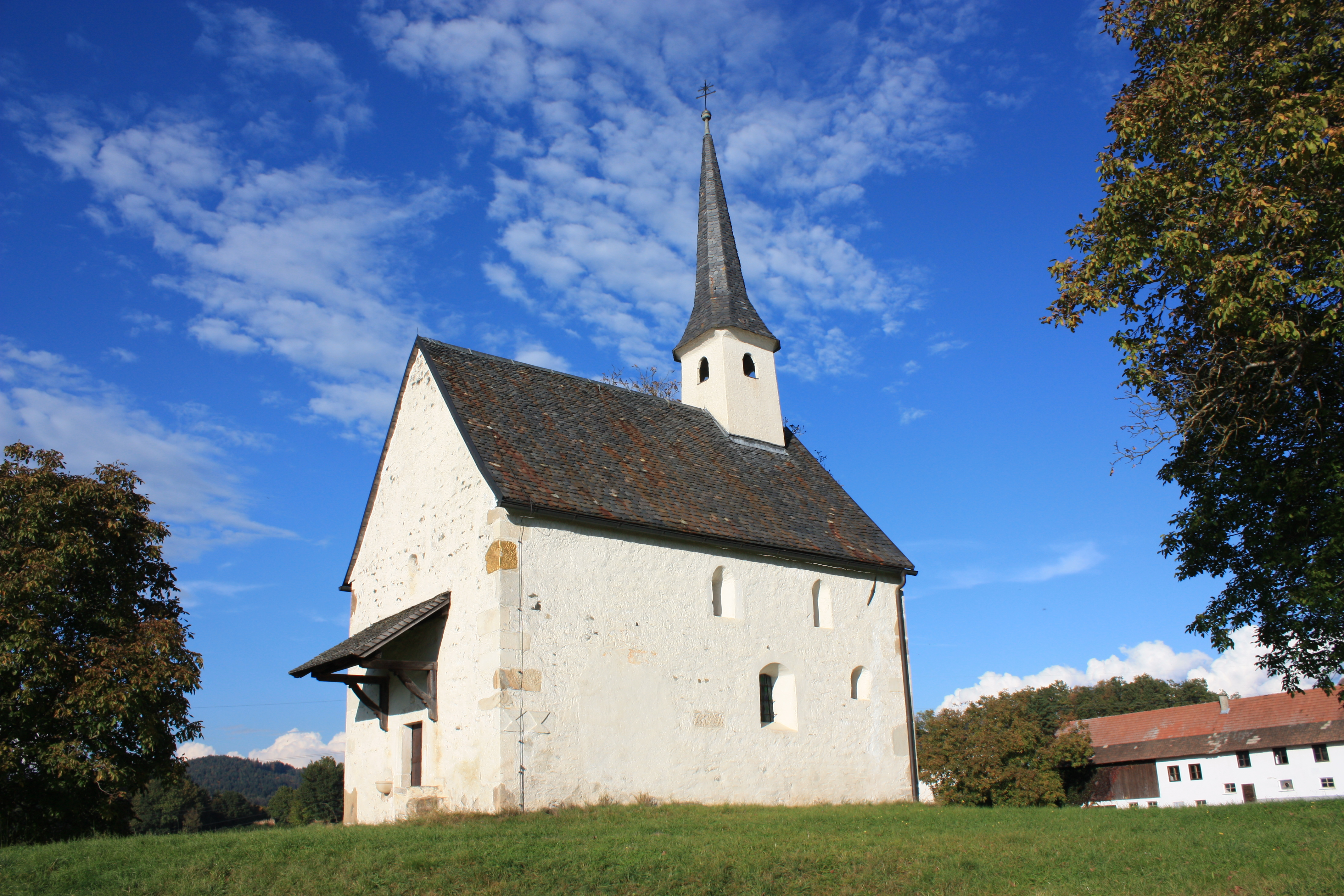
Filialkirche Johannes der Täufer, Streimberg

In der Steuergemeinde Niederdorf liegend, gehörte der Ort in der ersten Hälfte des 19. Jahrhunderts zum Steuerbezirk Karlsberg. Bei Bildung der Ortsgemeinden im Zuge der Reformen nach der Revolution 1848/49 kam Streimberg an die Gemeinde Hörzendorf (die zunächst unter dem Namen Gemeinde Karlsberg geführt wurde), 1972 an die Gemeinde Sankt Veit an der Glan.

## Bevölkerungsentwicklung
Für die Ortschaft ermittelte man folgende Einwohnerzahlen:
- 1869: 2 Häuser, 19 Einwohner[4]
- 1880: 2 Häuser, 21 Einwohner[5]
- 1890: 2 Häuser, 22 Einwohner[6]
- 1900: 2 Häuser, 14 Einwohner[7]
- 1910: 2 Häuser, 12 Einwohner[8]
- 1923: 2 Häuser, 11 Einwohner[9]
- 1934: 20 Einwohner[10]
- 1961: 1 Haus, 8 Einwohner[11]
- 2001: 2 Gebäude (davon 1 mit Hauptwohnsitz) mit 3 Wohnungen; 5 Einwohner und 0 Nebenwohnsitzfälle; 2 Haushalte; 0 Arbeitsstätten, 2 land- und forstwirtschaftliche Betriebe[12]
- 2011: 2 Gebäude, 3 Einwohner, 1 Haushalt, 0 Arbeitsstätten[13]
- 2021: 2 Gebäude, 2 Einwohner, 1 Haushalt, 1 Arbeitsstätte[14]